# Faculdade de Medicina de Taubaté
A Faculdade de Medicina de Taubaté (FMT), ligada hoje à Universidade de Taubaté, é uma escola de medicina do Interior de São Paulo, localizada no Campus do Bom Conselho, em Taubaté. É a Faculdade de Medicina mais antiga do Vale do Paraíba e uma das mais antigas do interior do Estado de São Paulo.

## Histórico

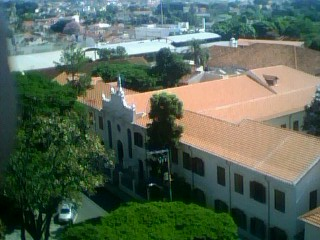
Fachada da tradicional Faculdade de Medicina

A Faculdade de Medicina de Taubaté foi criada pela Lei Municipal nº 701, de 22 de abril de 1963, constituída em Autarquia pela Lei 812, de 26 de setembro de 1964 e autorizada a funcionar pelo Decreto Estadual no 47.701./67, em 30 de janeiro de 1967, promulgado pelo governador do Estado de São Paulo.
O terreno onde funciona o Hospital Santa Isabel, hoje Hospital Universitário de Taubaté (HUT), foi adquirido do espólio do Visconde de Tremembé, representado pelos herdeiros José Bento Monteiro Lobato e Maria Tereza Natividade Lobato, em 27 de novembro de 1911, conforme transcrição de compra feita em 17 de outubro de 1966.
Em 5 de fevereiro de 1969, foi feito o convênio entre a Faculdade de Medicina e a Irmandade de Misericórdia de Taubaté, para utilização do Hospital Santa Isabel.
A FMT foi transformada em entidade autárquica municipal com personalidade jurídica e patrimônio próprio pela Lei 1.032 de 11 de dezembro de 1967. Foi doada para a Irmandade de Misericórdia, a Faculdade de Medicina de Taubaté, compreendidos na doação o nome da Faculdade, os direitos, os bens móveis, laboratórios, gabinetes, biblioteca, material de estudo e todo o acervo utilizado pelo estabelecimento para suas finalidades. A Faculdade funcionava em imóvel da prefeitura de Taubaté, com uso cedido à Irmandade de Misericórdia de Taubaté. Esta concessão de uso da área edificada ficou assegurada pelo prazo de 20 anos, nos termos o Decreto – lei complementar n° 9, de 31 de dezembro de 1969 (Lei Orgânica dos Municípios).
A Irmandade construiu o Hospital das Clínicas, que passou a se chamar Hospital Santa Isabel de Clínicas (hoje Hospital Regional) e desativou o antigo Hospital de mesmo nome, que depois da incorporação pela Unitau foi reestruturado , passando a se chamar Hospital Escola da Universidade de Taubaté. Atualmente é o HUT, fazendo parte do Complexo Regional.
A primeira mantenedora foi a Prefeitura de Taubaté com o Parecer no 235/71 do CEE e 680/71 do CFE de 16 de setembro de 1971, foi aprovada a transferência de mantenedora para a Irmandade de Misericórdia de Taubaté através da Lei 1.272 de 20 de abril de 1971 em Escritura de Doação.
Em 1973 o Conselho Federal de Educação reconheceu a Faculdade de Medicina de Taubaté e em 1979 a Faculdade de Medicina foi transferida para a Universidade de Taubaté,  por força do Parecer CFE no 305/82.
Em 2 de junho de 2009, após seleção entre mais de 50 desenhos que perdurou por 2 anos e votação de mais de 800 pessoas entre alunos, ex-alunos, funcionários do Departamento de Medicina e professores, foi eleito o emblema que representa a Faculdade de Medicina de Taubaté, com 67% dos votos.

## Situação atual

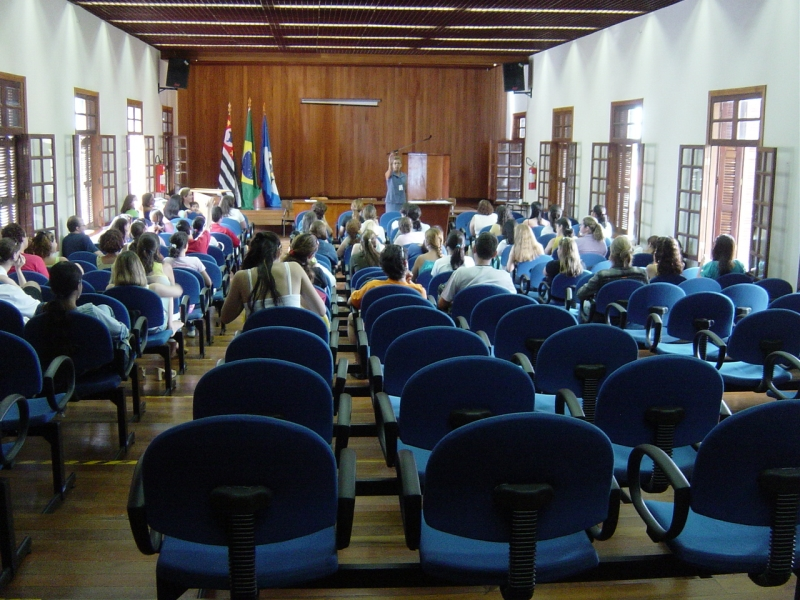
Anfiteatro da Faculdade

O curso de Medicina da Faculdade completou, em 2019, 52 anos de existência. Atualmente localizada no campus do Bom Conselho, em Taubaté, conta com cerca de 130 professores e com uma infra-estrutura composta pelo Complexo Regional:
- Hospital Universitário de Taubaté (HMUT): mantido pela Governo do Estado de São Paulo através da organização social São Camilo, em acordo com o município de Taubaté. Conta com cerca de 200 leitos, onde são realizados procedimentos de baixa e média complexidade.
- Hospital Regional do Vale do Paraíba (HRVP): mantido também pelo Governo do Estado de São Paulo, é a maior referência para atendimento de alta complexidade da região e principal porta de urgência e emergência, com cerca de 250 leitos, pronto atendimento completamente equipado, plantão 24h de serviços de cardiologia e neurocirurgia
- Pronto Socorro Municipal: integrado ao HRVP, é porta de entrada para urgência e emergência no sistema de saúde de Taubaté e local onde atuam estudantes da faculdade de medicina através de ligas e programação do internato.
- Ambulatório Médicos de Especialidades (AME): implementado até agosto de 2014.
- Centro de Reabilitação Lucy Montoro: atende pessoas como doenças físicas ou incapacitantes, a ser implementado no antigo Departamento de Fisioterapia da UNITAU (atrás do campus da FMT) até abril de 2014.[4]

Além disso, são realizados estágios durante o internato, no Instituto de Infectologia Emilio Ribas em São Paulo (administrado pela FMUSP) e no Hospital Municipal de São José dos Campos (administrado pela UNIFESP).
Ambos os hospitais de ensino do Complexo Regional são centros de referência na saúde da região, atendendo quase que exclusivamente pacientes do Sistema Único de Saúde (SUS) de 59 cidades do Vale do Paraíba e Litoral Norte.
A biblioteca do campus possui um acervo com cerca de 25.000 exemplares de livros e periódicos, o que facilita o acesso dos alunos ao material necessário para estudo em todas as áreas médicas. A estimativa é de que, desde sua fundação, a faculdade tenha formado mais de 3.000 profissionais. O campus da faculdade apresenta 12 laboratórios (incluindo um dos maiores Laboratórios de Anatomia do Brasil e um núcleo de Biologia Molecular, com um laboratório de ponta e especialização na área).
Por pertencer a uma universidade de caráter municipal e filantrópica, a faculdade possui diversos programas de bolsas de estudos que variam de 20% até 100% de desconto nas mensalidades. A Unitau disponibiliza cerca de 1,8 milhões de reais por ano para bolsas Simube (além de outros programas de bolsas e descontos oferecidos pela universidade). Por essa mesma razão, a FMT possui uma das menores mensalidades dentre as faculdades de medicina do estado de São Paulo.
A Faculdade ainda disponibiliza bolsas de iniciação científica e monitoria da própria universidade (PIC, PIBIC), do CNPq (governo federal) e FAPESP (governo de São Paulo).
A partir de 27 de abril de 2012 a faculdade entrou para o programa do FIES, programa do Ministério da Educação destinado a financiar estudantes de cursos de graduação.
Utilizado em outras grandes faculdades como a UNICAMP, Santa Casa e PUC-RS, a metodologia de módulos, implantada em 2007 na Faculdade de Medicina, segue três eixos básicos: Teórico-Demonstrativo, Prático-Construtivista e Humanístico.
O Eixo Teórico-Demonstrativo agrega todas as disciplinas de antigamente, mas agora compactadas e integrando-as em módulos (por exemplo: um dos módulos do 1º ano reúne as disciplinas de Bioquímica, Citologia, Genética e foi chamado de Bases Moleculares, outro reúne Anatomia, Histologia e Embriologia e foi chamado de Bases Morfológicas). Desta forma, foi possível organizar os assuntos de forma que os alunos estudassem apenas uma vez, de forma integrada. Discussões de casos foram estabelecidas para uma visão clinica do dia-a-dia do médico generalista.
O Eixo Prático-Construtivista visa proporcionar vivência prática ao estudante de medicina, desde o inicio do curso, em todos os níveis de atenção à saúde (Unidades de Saúde da Família, PAMO – Posto Médico Odontológico, Ambulatórios, Pronto Socorro e Hospitais). No 1o e 2o ano, dá-se maior ênfase à atenção primária, de prevenção. Já no 3o e 4o ano, há um contato maior com a prática médica hospitalar, no chamado "pré-internato", onde há contato com as áreas básicas e principais especialidades. Isto prepara os alunos para enfrentarem o internato (5o e 6o ano) com uma base maior e vivência clínica diferenciada, não vista na maioria das outras instituições, onde os alunos chegam ao internato apenas com base teórica e pouca sedimentação da matéria.
Pesquisas em diversas universidades respeitadas internacionalmente, como Pittsburgh e Oxford, indicaram que a atividade vivenciada além dos livros aumenta o interesse e o aprendizado do aluno em até 80%, o que justifica a alteraçõ curricular.
E, por fim, o Eixo Humanístico trabalha “o lidar com o outro”, a relação médico paciente e suas implicações, a ética de médico para médico, de médico para paciente e de médico para sociedade.

### Docentes Ilustres (em atividade)
- Manlio Basilio Speranzini - Professor Titular de Clinica Cirúrgica da FMT e preceptor da residência de Cirurgia Geral do Hospital Universitário de Taubaté. É Chefe do Departamento de Cirurgia Geral da Faculdade de Medicina do ABC (FMABC) e Livre-Docente pela FMUSP.
- Gregório Lorenzo Acácio - Membro da equipe de Medicina Fetal do Hospital Israelita Albert Einstein até 2009 e Professor Doutor de Obstetricia e Ginecologia da FMT. Primeiro médico do mundo a realizar uma cirurgia de gastrosquise dentro do útero materno.
- Carlos Alberto Capellanes - Professor das disciplinas de Semiologia e  Gastroenterologia da FMT. Membro do corpo clínico do Hospital Sírio-Libanês e Presidente Nacional da SOBED - Sociedade Brasileira de Endoscopia Digestiva.
- Deomir Germano Bassi - Chefe da Clínica Cirúrgica do Hospital Universitário de Taubaté e Professor Titular de Cirurgia do Aparelho Digestivo. Pós-Doutor em Harvard(EUA) e Pesquisador da Escola Paulista de Medicina/UNIFESP.
- Irimar de Paula Posso - Professor Titular de Anestesiologia da FMT e Professor Assistente da FMUSP. Ex-Presidente da Sociedade Brasileira de Anestesiologia. Médico do corpo clínico do Hospital Israelita Albert Einstein.
- Nelson Franco Filho - Professor Titular de Ortopedia e Traumatologia e preceptor da Residência Médica de Ortopedia do HUT. Presidente do grupo de quadril da SBOT por 8 anos e é considerado pelos próprios ortopedistas um dos 10 melhores ortopedistas do Brasil (de acordo com o jornal da Sociedade Brasileira de Ortopedia e Traumatologia).
- Samuel Henrique Mandelbaum - Professor Titular de Dermatologia e Chefe do Serviço de Dermatololgia do HUT. Ex-Presidente da Sociedade Brasileira de Dermatologia - SP. Preside diversos congressos de dermatologia e cirurgia dermatológica no Brasil e no exterior.
- José Carlos Esteves Veiga - chefe de Clínica, professor do Departamento de Neurocirurgia da Santa Casa-SP e professor de Neurocirurgia da FMT. Pós Graduado pela Universidade de Berlim, foi Presidente do Departamento de Neurocirurgia da Associação Paulista de Medicina.
- Lin Chen Hau - Pós-graduado em Acupuntura pelo College of Traditional Chinese Medicine em 1988, é Presidente da Sociedade Brasileira de Acupuntura do Estado de São Paulo. Especializou-se em Acupuntura em Taipei - Taiwan no V. G. Hospital e em Shangai - China, Seamens's Hospital. Considerado uma das maiores autoridades em medicina chinesa no país. É professor Assistente de Ginecologia e Orientador da Liga de Acupuntura da FMT.
- Dorina Barbieri - Chefe da Unidade de Gastroenterologia do Hospital das Clínicas (FMUSP). Foi pioneira em gastroenterologia pediátrica no Brasil. Fundou duas associações: a Brasileira de Mulheres Médicas e a Paulista de Gastroenterologia Pediátrica. É professora assistente de gastroenterologia pediátrica da FMT e da pós-graduação do Departamento de Gastroenterologia da USP.
- Walnei Fernandes Barbosa - Professor Pesquisador Assistente Doutor de Gastroenterologia da FMUSP e FMT.
- Tania Cristina de Oliveira - Professora Titular da Universidade Federal do Estado do Rio de Janeiro (UNIRIO) em Saúde Coletiva, Colaboradora da UNICAMP e Professora Assiste de Saúde Coletiva da Faculdade de Medicina de Taubaté.
- Sonia Maria Monegatti Mattei - Professora Assistente I de Infectologia da Faculdade de Medicina de Taubaté. Foi presidente do COREME (Conselho de Residência Médica) do Instituto de Infectologia Emilio Ribas por 10 anos, o mais conceituado na área em todo o país.
- Ciro João Bertoli - Professor Assistente Doutor.Foi Presidente da FUST, um dos mais conceituados gastroenterologistas pediátricos do Brasil.
- José Valdez de Castro Moura - Mestre e Doutor pela U.S.P.Pioneiro no Ensino de Hebiatria no País. A Faculdade de Medicina de Taubaté foi a primeira Faculdade de Medicina  do Brasil a enfocar adolescência na Graduação em 1997.É   Magister ad Honorem da Universidade de Bolonha ( Itália).Em 2013,participou de Simpósio de Hebiatria nas Universidades Paris IV ( Sorbonne) e Paris X ( Nanterre).

### Residência Médica e Estágios

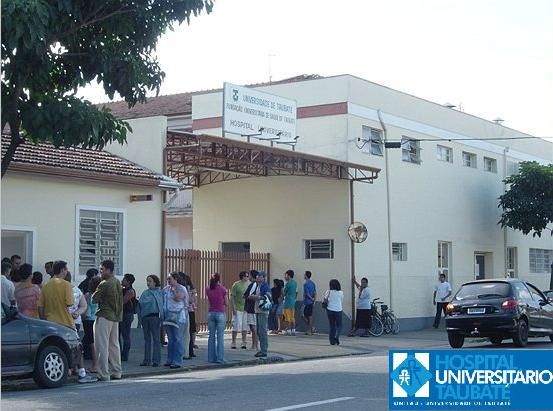
Hospital Universitário de Taubaté, mantido pelo Governo do Estado de São Paulo, com a administração São Camilo.

Atualmente, além do curso de graduação em medicina, estágios (residência médica não remunerada mas reconhecidos pelas respectivas sociedades) em Dermatologia, Otorrinolaringologia, Ortopedia, Pediatria e Oftalmologia, o Complexo Regional de Taubaté oferece ainda os seguintes cursos de residência médica remunerados pelo MEC:
- Cirurgia Geral (10 vagas)
- Clínica Médica (08 vagas)
- Ginecologia e Obstetrícia (04 vagas)
- Neurologia (01 vaga)
- Oftalmologia (02 vagas)
- Ortopedia e Traumatologia (06 vagas)
- Medicina de Família e Comunidade (02 vagas)
- Pediatria (04 vagas)
- Urologia (01 vaga)
- Anestesiologia (03 vagas)
- Neurocirurgia (01 vaga)

Hoje, nas 11 especialidades que o Complexo Regional (HUT e HRVP) oferece, existem 104 residentes e 24 estagiários (residência médica não remunerada), totalizando 128 médicos cursando especialização ao todo.
A faculdade ainda apresenta cursos de pós-graduação "latu senso" em:
- Medicina do Trabalho
- Auditoria em Saúde
- Saúde no Envelhecimento
- Gestão de Sistemas e Serviços de Saúde
- Saúde Pública (com ênfase em Gestão da Saúde,Saúde da Família ou em Vigilância Sanitária)
- Distúrbios Neurológicos da Criança e Adolescente
- Neurologia Infantil
-Otorrinolaringologia

### Intercâmbio Educacional e Científico
Além do programa de Intercâmbio da própria FMT organizado pela IFMSA Brazil (Federação Internacional de Associações de Estudantes de Medicina do Brasil) que abrange tanto o intercâmbio internacional, para mais de 75 países, quanto para o nacional, para mais de 30 escolas médicas brasileiras, a Universidade de Taubaté possui parceria de intercâmbio educacional e científica com a Universidade Steinbeis de Berlim (Alemanha), onde professores e alunos da Unitau têm a possibilidade de estudar e realizar projetos científicos na Alemanha e vice-versa. No ano de 2009, vieram mais de 30 estudantes da  Universidade de Steinbeis para Taubaté.

### Vestibular
Ocorre semestralmente, no inicio dos meses de Junho e de Dezembro, com sessenta vagas disponíveis, organizado pela Comissão Permanente de Seleção Acadêmica da Universidade (COPESA). A concorrência do curso gira em torno de 30 c/v (referente ao ano de 2019) e possui uma prova diferente da realizada para ingresso nos outros cursos da Universidade, por se tratar de uma concorrência diferenciada. A prova a partir do ano de 2013 passou a possuir duas fases.

### Avaliações externas
A FMT obteve, dentre as faculdades pagas do estado de SP, a segunda maior aprovação no Exame da Cremesp 2009, exame realizado pelo Conselho Regional de Medicina do Estado de São Paulo. Apesar do caráter optativo da prova, a Faculdade de Medicina de Taubate ficou atrás apenas da Medicina da Santa Casa, de São Paulo. 13 alunos da FMT realizaram a prova, totalizando 53,9% de aprovação. Embora a porcentagem de alunos que realizaram a prova seja pequena, foi um valor representativo em relação a outras instituições tradicionais de ensino médico, que também apresentaram baixa adesão à prova.
No último exame do ENADE, realizado em novembro de 2010, o conceito da faculdade foi de 4 (em um máximo de 5), sendo a terceira melhor colocação do Estado de SP.

## Órgãos Acadêmicos

### DABM (Diretório Acadêmico)
O DABM está alojado em um prédio próprio dentro do campus do Bom Conselho desde 1968. Desde a fundação da faculdade de medicina, continua sendo o principal órgão de representação estudantil da FMT, procurando, dentro das esferas administrativas e legais, defender o interesse geral dos alunos da FMT.
Quando a FMT foi fundada, a organização de seus estudantes, com a criação de um Diretório Acadêmico, estava alinhada a luta em nível nacional contra o golpe militar sobre o governo de João Goulart e a imposição da nova ditadura.
Nos anos 80, quando a Irmandade que mantinha a FMT decretou falência, o DABM tomou a frente do "direito dos estudantes de serem médicos" e acamparam na frente do Ministério da Educação, em Brasília, onde Eduardo Portela (ministro na época) fez com que o MEC assumisse a instituição de 1980 a 1982, até haver a decisão final de a FMT ser integrada à UNITAU.
Tal fato foi visto pelos alunos e ex-alunos da faculdade como um jogo de interesses, que aguardavam a federalização da faculdade. Isto criou um "mal-estar" entre o curso de medicina e a reitoria da universidade que perdura até os dias de hoje. Existem ainda processos de federalização da FMT na justiça, porém permanecem engavetados.

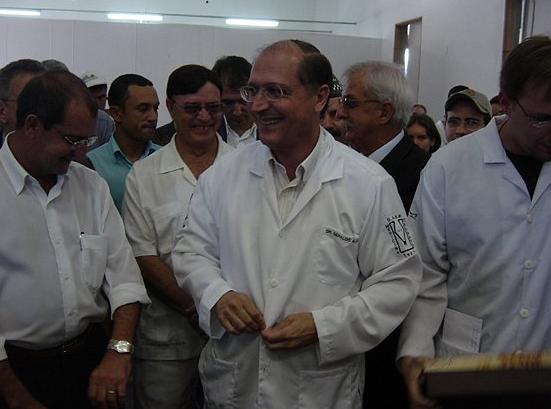
Governador Geraldo Alckmin visita o DABM, do qual foi membro em sua época de estudante da VI turma

O Diretório Acadêmico é dividido em diversos departamentos.
O Departamento de Relações Comunitárias é responsável pela Farmácia Comunitária desde a fundação da FMT. São atendidas por dia de 20 a 80 pessoas, das 17h00 às 19h00. A farmácia sobrevive de doações de médicos, laboratórios e dos alunos, principalmente os do primeiro ano de medicina. Esta Departamento também é responsável pela CIA da Alegria, grupo de estudantes que animam as crianças enfermas nas alas pediátricas do HUT e do HRVP.
O Departamento de Relações Internacionais cuida exclusivamente dos programas de intercâmbio médico estudantil pela IFMSA (International Federation of Medical Students' Associations). Este intercâmbio ocorre durante as férias acadêmicas, quando os alunos são destinados a diversos países, principalmente os Europeus, onde o aluno tem a possibilidade de conhecer outras culturas e realidades de saúde, além de praticar a medicina no exterior.
O Departamento de Comunicação é responsável pelas publicações do Diretório, tendo como destaque o tradicional jornal dos estudantes da FMT Lobotomia.
O Departamento de Relações Sociais é responsável por duas festas tradicionais da faculdade: o Gala Gay e o Fest Med.
O Departamento de Relações Externas atua na comunicação com outras faculdades de medicina pela DENEM (Direção Executiva nacional dos Estudantes de Medicina) e organiza a participação dos alunos da FMT para o EREM (Encontro Regional dos Estudantes de Medicina) e ECEM (Encontro Científico dos Estudantes de Medicina).
O prédio do Diretório Acadêmico Benedicto Montenegro, com aproximadamente 500 metros quadrados, possui a sede da Atlética com salas de reuniões, lojinha com produtos da Medicina e depósito de materiais; e serve de sede também ao Departamento Científico Benedicto Montenegro (DCBM). Dentro do prédio, há um escritório e uma sala de reuniõs da diretoria do DABM, uma copiadora com lan house onde ficam todas as pastas de matérias e um amplo espaço para entretenimento e integração entre os acadêmicos com mesas de jogos (cartas, xadrez, dominó), pebolim, bilhar, video-game, televisão e tênis de mesa.

### AAABM (Atlética)
Atualmente, a Faculdade de Medicina de Taubaté participa, por meio de sua Associação Atlética Acadêmica Benedicto Montenegro (AAABM), de cinco competições distribuidas ao longo do ano letivo. São elas:
- Intermed;
- Pré Intermed;
- Intercalomed - entre calouros das faculdades de medicina do Estado de São Paulo (Taubaté, Santos, Sorocaba, Rio Preto, Santa Casa, Unifesp e Puc-Campinas);
- CopaMed - torneio que a FMT criou e conta com a participação de cinco faculdades de medicina do interior do estado de SP;
- InteriorMed - torneio que a FMT criou e conta com a participação das faculdades de medicina de São Carlos (UFSCar), Catanduva e Sorocaba;
- Liga Esportiva Universitária Paulista - aberta a todas as faculdades e universidades do estado de São Paulo;
- NDU (Novo Desporto Universitário) - aberta a todas as faculdades e universidades do estado de São Paulo.

A Intermed, principal torneio que a FMT participa, é uma competição de âmbito esportivo que envolve dez faculdades de medicina do Estado de São Paulo. Atualmente, a Intermed é a maior competição poliesportiva universitária da América Latina.
A "Torcida Imunda", como é conhecida a torcida da Faculdade de Medicina de Taubaté, conta com bandeirões e uma bateria completa para as competições.
Além disso, a Atlética dispõe de uma estrutura no Campus composta por um campo de futebol (onde são realizados os treinos de Futebol de Campo), 3 quadras poliesportivas (onde são realizados treinos de Vôlei e Basquetebol), uma piscina, uma academia de musculação com instrutores do curso de Educação Física (para a utilização da piscina e da academia é necessária uma carteirinha feita no começo do ano letivo) e um Centro de Treinamento de Beisebol conhecido como "Medesp".

### DCBM (Departamento Científico)

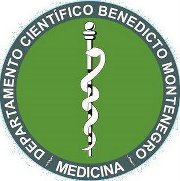
Símbolo do Departamento Científico Benedicto Montenegro (DCBM) - Faculdade de Medicina de Taubaté

O Departamento Científico Benedicto Montenegro (DCBM) é um órgão estudantil responsável por estimular a pesquisa, de modo a representar os acadêmicos no que diz respeito à ciência.
Para tanto, o DCBM desenvolve diversas atividades de extensão universitária durante o ano letivo. Dentre elas estão:
- COMUT (Congresso Médico Universitário de Taubaté) realizado há 40 anos. Constitui de uma semana de eventos (cursos e palestras) realizada anualmente. O COMUT tem a função de informar, discutir e trazer aos acadêmicos uma visão atual da Medicina. Um dia desta semana é reservado para a apresentação de trabalhos científicos do acadêmicos e para o FEMUT (Fórum de Educação Médica Universitária de Taubaté) onde é discutida a questão do ensino da FMT entre alunos, professores, autoridades municipais e ex-alunos, com o intuito de melhorar o ensino da Faculdade de Medicina de Taubaté.

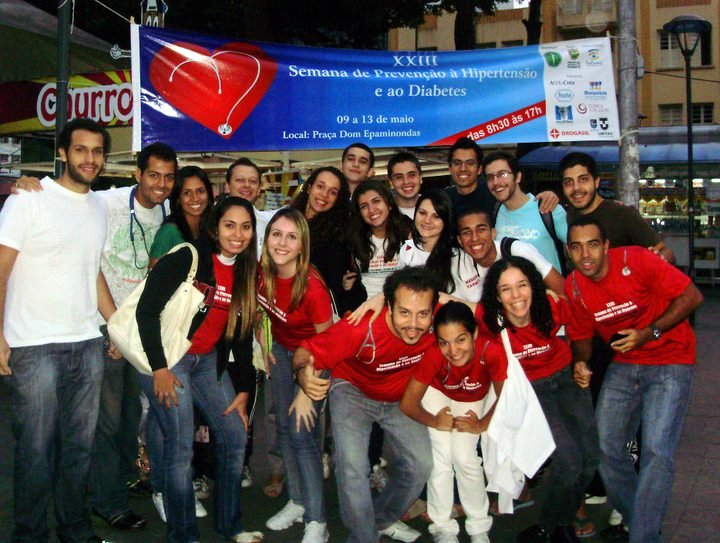
Alunos participantes da XXIII Semana de Prevenção à Hipertensão a ao Diabetes (SHD)

- Semana da Hipertensão e Diabetes, que atende mais de 4,5mil pessoas da população de Taubaté e região anualmente.
- Curso de Iniciação Científica, divido em dois dias, orienta os estudantes sobre como fazer um trabalho científico.
- Semana de Prevenção e Conscientização da Tuberculose
- Semana de Prevenção de Doenças Sexualmente Transmissíveis e Planejamento Familiar

Além disso, o DCBM rege e organiza as mais de 16 Ligas Acadêmicas da faculdade. As ligas são compostas por acadêmicos que têm afinidade por áreas específicas da medicina, sendo orientados por docentes da faculdade.
O DC acredita que uma faculdade só é reconhecida quando promove ciência.
Leia mais: http://sitedcbm.webnode.com.br/

## Ex-alunos notáveis
- Nelson Franco Filho - Professor Titular de Ortopedia e Traumatologia e preceptor da Residência Médica de Ortopedia do HUT. Presidente do grupo de quadril da SBOT por 8 anos e é considerado pelos próprios ortopedistas um dos 10 melhores ortopedistas do Brasil (de acordo com o jornal da Sociedade Brasileira de Ortopedia e Traumatologia).
- Gregório Lourenço Acácio - membro da equipe de Medicina Fetal do Hospital Israelita Albert Einstein e Professor Assistente de Obstetricia da FMT.
- Arnaldo Cividanes - Professor Titular de Urologia da FMUSP e Chefe de Urologia do Hospital Nove de Julho - SP.
- Soubhi Kahale - Livre Docente de Obstetricia da FMUSP.
- Luiz Augusto Carneiro D'Albuquerque - diretor do serviço de transplante e cirurgia do fígado do Hospital das Clínicas da USP e Professor Titutar do Departamento de Gastroenterologia da FMUSP.
- Geraldo Alckmin - 26.° Vice-presidente do Brasil, ex-Governador do Estado de São Paulo, por quarto vezes, ex-prefeito de Pindamonhangaba, Anestesista e Professor Universitário.
- Ângela Guadagnin - ex-deputada federal, ex-prefeita e ex-vereadora do município de São José dos Campos.
- Paschoal Napolitano Neto - vice-presidente da Associação Brasileira de Cirurgia Pediátrica.
- Antonio Carlos da Silva - médico da equipe Para-olímpica Brasileira de Atlanta (1996), Sydney (2000) e Atenas (2004). Chefe da disciplina de Neurofisiologia e Fisiologia do Exercício do Departamento de Fisiologia UNIFESP.
- Hewdy Lobo Ribeiro - psiquiatra do AMBULIM-Hospital das Clínicas FMUSP.
- Renata Cruz Soares de Azevedo - Livre Docente pelo Departamento de Psicologia Médica e Psiquiatria da FCM-UNICAMP e Coordenadora do Ambulatório de Substâncias Psicoativas (Aspa) do Hospital das Clínicas (HC-UNICAMP).
- José Mario Camelo Nunes - Professor Assistente de Cirurgia Plástica da UNIFESP. Desenvolveu Método de Ensino e Modelo Biológico em Língua de Boi para o ensino e aprimoramento dos atos operatórios fundamentais, utilizado hoje nas maiores universidades do país. Realizou especialização pela Universidade Livre Bruxelles, na Bélgica.
- Antonio Carlos Donoso - Chefe do Serviço de Cirurgia de Emergência do Hospital Heliópolis e Vice-Presidente da APM.
- Carlos Alberto Capellanes - professor das disciplinas de  Semiologia e  Gastroenterologia da FMT. Membro do corpo clínico do Hospital Sírio-Libanês e Presidente Nacional da SOBED - Sociedade Brasileira de Endoscopia Digestiva.
- Luiz Maria Ramos Filho - Diretor da Secretaria de Saúde do Estado de São Paulo (SES-SP).
- Roberto Saciloto - Presidente da Sociedade Brasileira de Angiologia e Cirurgia Vascular
- Wilson Nogueira Soares Junior - foi preceptor da divisão de Anestesiologia do HC-FMUSP. Hoje é Coordenador do setor de Anestesiologia do Hospital Israelita Albert Einstein em São Paulo.
- Mario Luiz Quintas - Chefe do Serviço de Cirurgia Geral do Hospital Estadual Vila Alpina, Diretor - Advanced Trauma Life Support(ATLS), Livre Docente e Médico Chefe de Equipe do Hospital das Clínicas- FMUSP e professor Titular do Núcleo de Cirurgia da Universidade de Santo Amaro.
- Ana Maria Martins - Especialista em Pediatria, Genética e Homeopatia, Pós-Doutora pela University of Pittsburgh em 1989 e pela University of Califórnia em 1990. É professora Adjunta da Escola Paulista de Medicina-UNIFESP nas áreas de Genética e Pediatria.
- Eduardo da Frota Carrera - Membro Superior do Departamento de Ortoprdia e Traumatologia e Chefe do grupo do Ombro e Cotovelo da UNIFESP-EPM. Presidente da Sociedade Brasileira de Cirurgia de Ombro e Cotovelo.
- Raphael Luiz Haikel Junior - Chefe do Departamento de Prevenção Oncológica do Hospital do Câncer de Barretos e Chefe do Serviço de Residência Médica e Pós-Graduação em Mastologia da Fundação Pio XII.
- Soraia Tahan - Vice-Chefe de Gastroenterologia Pediátrica da Escola Paulista de Medicina-UNIFESP
- Antonio Carlos Onofre de Lira - Diretor-Tecnico do Hospital Sirio-Libanês e um dos médicos que cuidam da saúde do Vice-Presidente José de Alencar.
- José Magrin - responsável pelo serviço de cirurgia oncológica em cabeça e pescoço do Hospital AC Camargo, referência na área no Brasil.
- Flavio Ailton Duque Zambrone MD, PhD - Doutor em Medicina pela Unicamp. Especialista em Toxicologia e Farmacologia Clinica pela Universidade de Paris, Sorbone. Professor de Toxicologia da Faculdade de Ciências Médicas da UNICAMP . Vice-Presidente da Associação Latino-Americana de Toxicologia. Presidente do Instituto Brasileiro de Toxicologia IBTox. Membro da Academia Americana de Toxicologia Clinica. Membro e secretario do Board Internacional do ILSI (International Institute of Life Science) e membro do HESI (Health and Environment Institute)
- Clery Bernardi Gallaci - Professora Doutora Livre Docente da Faculdade de Ciências Médicas da Santa Casa de São Paulo (FCMSCSP) e Coordenadora do curso de Pós-Graduação em Pediatria da mesma instituição.
- Stella Azevedo Tavares - Chefe do serviço de polisonografia do Hospital Israelita Albert Einstein e Fellow do Sleep Disorders Center / Baptist Memorial Hospital – Memphis -TN, USA.
- Kelcen Diniz Gomes - Fundador da Sociedade Brasileira para estudo da dor. Médico assistente do Hospital das Clínicas da Faculdade de Medicina da Universidade de São Paulo, exercendo também o cargo de chefe do serviço de gasoterapia HC-FMUSP.
- Luiz Fernando Lopes - orientador do Curso de Pós-Graduação em Oncologia da Fundação Pio XII, Barretos, coordenador do depto de pediatria do Hospital de Câncer de Barretos e Titular do dpto de pediatria do Hospital AC Camargo. Consultor científico do Fundação de Amparo à Pesquisa do Estado de São Paulo (FAPESP).
- Ana Cristina Ribeiro Zollner - Professora Titular de Saúde Pública da Unisa e Associada de Pediatria da mesma instituição. Presidente da Comissão Estadual de Residência Médica do Estado de São Paulo.
- Claudia Maria Francesconi - com residência pelo Hospital Universitário de Taubaté, tem pós-doutorado em oftalmologia pela Schepens Eye Research Institute, Córnea Doenças Externas e Cirurgia Refrativa pela Harvard University e Bioengenharia pela Johns Hopkins University. Atualmente é Orientadora do setor de cirurgia refrativa da UNIFESP e médica preceptora do Hospital Oftalmologico de Sorocaba.
- Rafael Demarchi Malgor - Professor Assistente de Cirurgia Vascular da Universidade de Oklahoma, Tulsa nos Estados Unidos. Fez residência de Cirurgia Geral e Vascular na Universidade Estadual Paulista, UNESP em Botucatu, São Paulo e logo após se tornou o IV Edward S. Rogers research fellow na Divisão de Cirurgia Vascular e Endovascular da Clínica Mayo em Rochester, MN, EUA. Após o research fellowship completou residência de Cirurgia Vascular e Endovascular na Stony Brook University, State University of New York em Stony Brook, Nova Iorque, EUA.
- Elisangela Calheiro dos Santos-Valente - PhD em Imunologia pela Universidade Médica de Viena (Medizinische Universität Wien) e mestre em Ciências pela Universidade Federal de São Paulo, UNIFESP. Realizou seu doutorado em Viena no CeMM Research Center for Molecular Medicine of the Austrian Academy of Sciences. Fez residência de Pediatria no Hospital Universitário de Taubaté e em Alergia e Imunologia na Universidade Federal de São Paulo, UNIFESP.
- Takashi Yoneyama - Professor Titular do Instituto Tecnológico de Aeronáutica - ITA, atuando em Engenharia Biomédica.